# Kristoffer Skjelvik
Kristoffer Skjelvik (9 de septiembre de 1991) es un deportista noruego que compite en biatlón. Ganó una medalla de plata en el Campeonato Europeo de Biatlón de 2014, en la prueba por relevos.

## Palmarés internacional
| Campeonato Europeo | Campeonato Europeo           | Campeonato Europeo | Campeonato Europeo |
| Año                | Lugar                        | Medalla            | Prueba             |
| ------------------ | ---------------------------- | ------------------ | ------------------ |
| 2014               | Nové Město (República Checa) | Medalla de plata   | Relevos            |